# Dendrocronologia
La dendrocronologia (dal greco antico δένδρον?, déndron, "albero", χρόνος, chrónos, "tempo" e λόγos, lógos, "studio" o "parola") è un sistema di datazione a scala fluttuante, basato sul conteggio degli anelli di accrescimento annuale degli alberi.

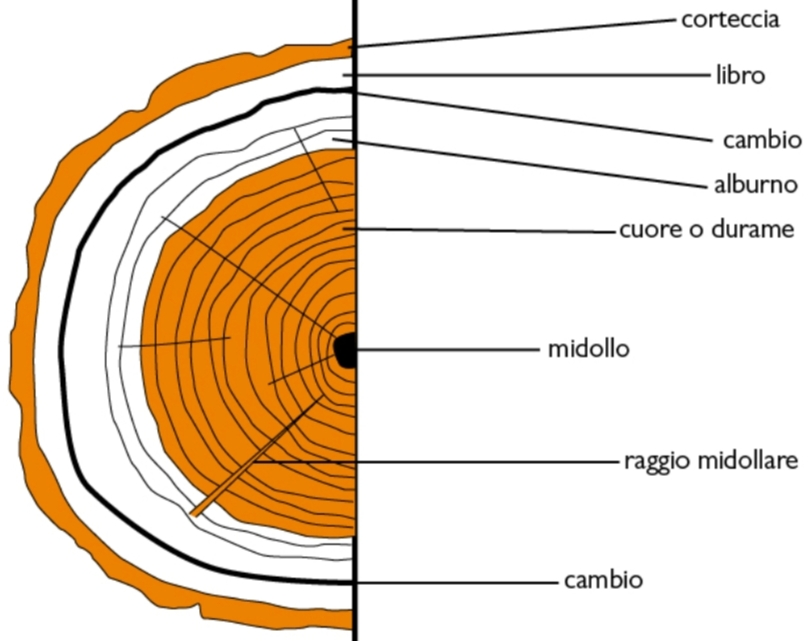
Le sezioni di un albero dal midollo alla corteccia

Il metodo è messo a punto dall'astronomo americano Andrew Ellicott Douglass nel 1906, e viene frequentemente utilizzato in archeologia per la datazione con precisione annuale di manufatti lignei.

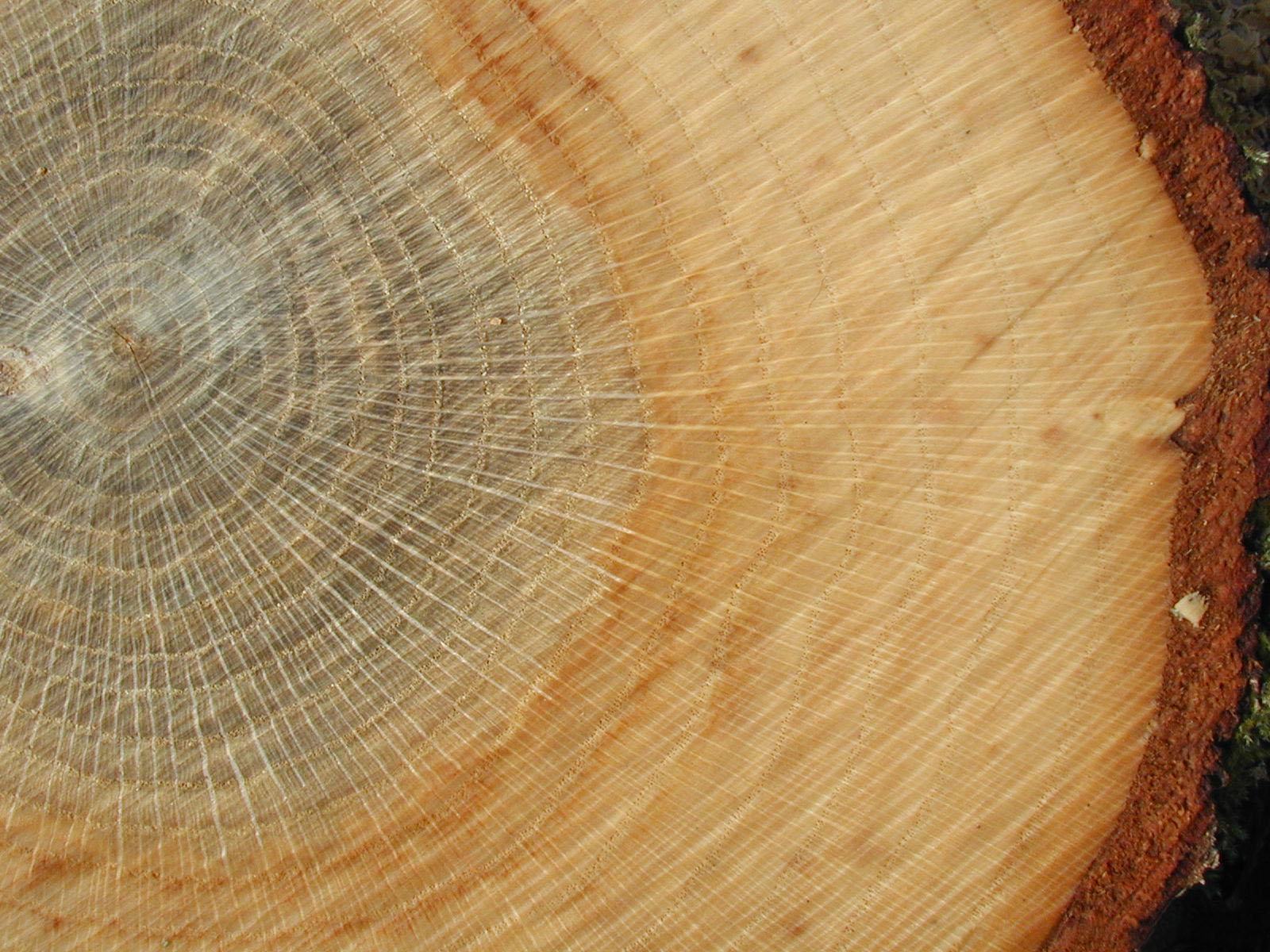
Sezione del tronco di una farnia (Quercus robur) apparentemente dell'età di 21 anni.

## Storia
Il primo a registrare della formazione annuale degli anelli degli alberi fu Leonardo da Vinci.
Agli inizi del Novecento la dendrocronologia venne utilizzata da Andrew Ellicott Douglass il quale fondò poi nel 1937 il primo centro di ricerca specifico nell'Università dell'Arizona(Laboratory of Tree-Ring Research o LTRR) a Tucson, nell'ambito di ricerche effettuate sulle attività solari e il clima del pianeta.
Successivamente lo studio degli anelli interessò anche altre branche scientifiche: dendroclimatologia (clima ed eventi climatici), la dendroidrologia (correnti marine e di corpi idrici), la dendrogeomorfologia (processi geomorfici), la dendroglaciologia (ghiacciai), dendroprovenancing l'origine del legno di un oggetto e la dendrochimica (metalli pesanti), in epoche più recenti, fu applicata in ecologia, per determinare il ruolo degli incendi negli ecosistemi nordamericani.

## Principi

Anelli annuali di un abete di Douglas al microscopio

La dendrocronologia si basa su tre principi:
1. gli alberi, nelle regioni in cui vi è una netta distinzione tra la stagione estiva e quella invernale, producono un nuovo anello di accrescimento ogni anno, facilmente visibile nella sezione trasversale del tronco (mentre nei climi equatoriali il legno non possiede queste caratteristiche adatte).
2. alberi della stessa specie legnosa, viventi nella medesima area geografica, producono, nello stesso periodo di tempo, serie anulari simili: infatti, lo spessore di questi anelli varia ogni anno a seconda delle condizioni climatiche.
3. è possibile confrontare le sequenze annuali di alberi vissuti nella stessa area geografica nello stesso periodo di tempo (cross-dating).

La prima fase dell'indagine dendrocronologica consiste ovviamente nel prelievo dei campioni legnosi, sia da alberi viventi tramite un piccolo carotaggio con uno strumento chiamato succhiello di Presler , che da legni morti più o meno antichi anche se carbonizzati o subfossili o in opera.
Per ogni singolo albero, si ricava quindi un diagramma (curva dendrocronologica) che indica lo spessore degli anelli nel passare degli anni.

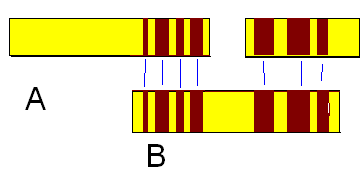
Metodo per assemblare differenti campioni in un'unica sequenza.

Confrontando queste sequenze con altre ricavate da legni antichi, è possibile creare una sequenza continua (curva standard) che può risalire indietro nel tempo per centinaia e a volte migliaia di anni. Per l'Italia, le curve standard più antiche sono quelle del Larice, che arrivano a datare fino al 756 d.C., ma in Germania è stato possibile estendere la datazione a 10.000 anni, arrivando fino all'8480 a.C. con la Quercia nelle regioni dei fiumi Reno e Meno.
Un manufatto in legno può dunque venire datato determinando l'anno esatto di abbattimento della pianta, tramite il confronto della sua sequenza di anelli con quella ricostruita nella regione. Per questo, è necessario che conservi tracce di corteccia o dell'anello cambiale, altrimenti la sua datazione non può essere precisa.

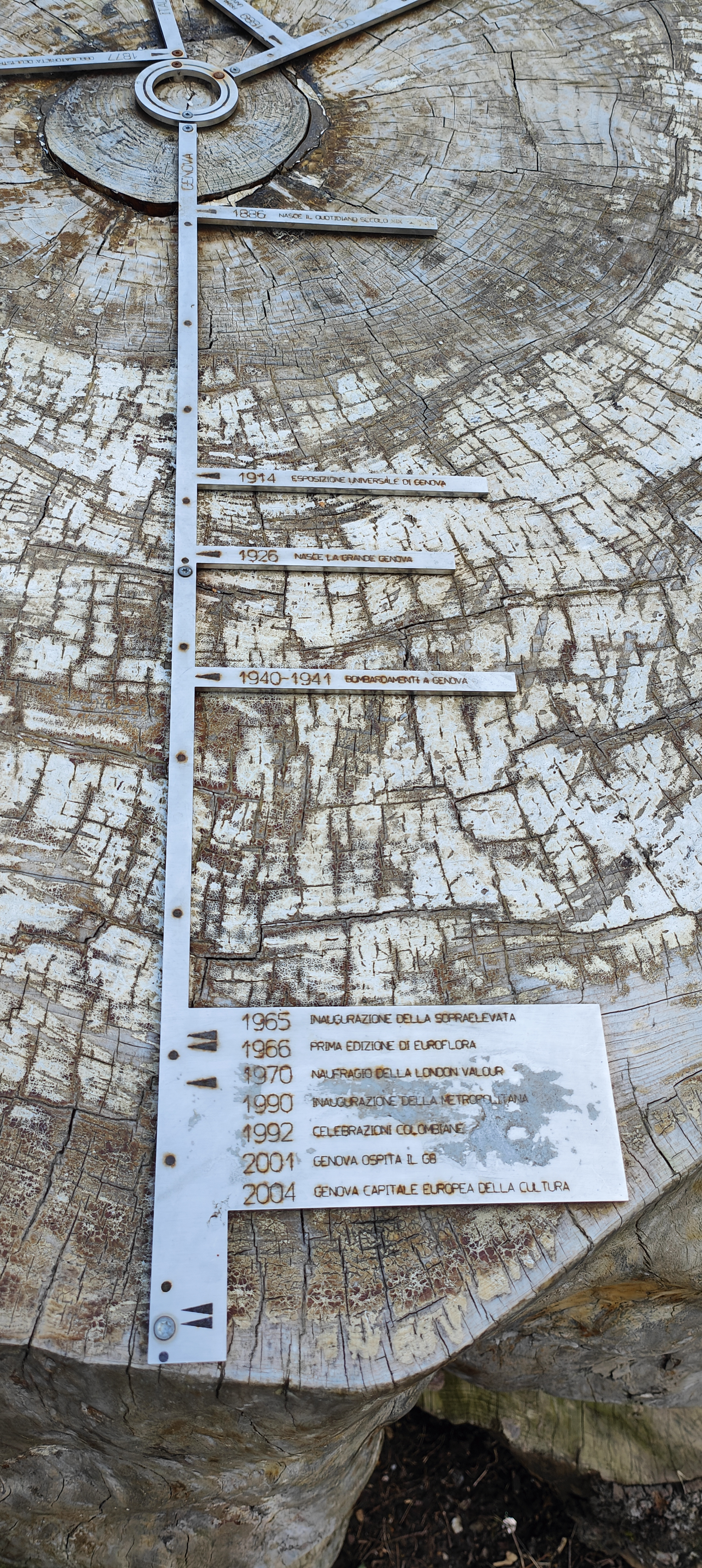
Ceppaia di Cedrus Libani. Dal termine del midollo (fondazione 1886 del quotidiano genovese Decimonono) alla sezione cambio con la penultima sezione libro precedente la corteccia risalente all'anno 2004 (Parchi di Nervi, lettura ISCUM, Genova)

Quindi gli alberi rappresentano veri e propri archivi naturali, che memorizzano temperature, precipitazioni e cambiamenti ecologici (come ad esempio le successioni degli incendi, dedotte dallo studio delle cicatrici da incendio nel legno).

## Campi di utilizzo

### Dendroclimatologia
Per le applicazioni climatiche (dendroclimatologia), ovvero la ricostruzione della temperatura nei secoli passati, tale metodo ora è applicabile a ritroso fino a circa 10000 anni dall'attuale visti i limiti intrinseci sull'età delle piante utilizzate (oltre tale range questi studi sono sostituiti da studi di ricostruzione basati sull'analisi dei sedimenti geologici). Alcuni dubbi sussistono sul metodo stesso di ricostruzione basato sul presunto rapporto lineare di causa-effetto tra temperatura e anelli di accrescimento vista la presenza di numerose altre variabili fisico-biologiche che influenzano la crescita di una pianta e che renderebbero il suddetto rapporto strettamente di tipo non-lineare. Anche la sensibilità di tali studi potrebbe essere maggiore delle variazioni rilevate.

### Archeologia
Oltre alla datazione assoluta dei reperti archeologici secondo i principi sopra esposti, l'altra applicazione importante della dendrocronologia in ambito archeologico consiste nella possibilità di calibrare le datazioni ottenute col radiocarbonio, permettendo la correzione degli errori legati alla variazione di concentrazione del Carbonio 14 nell'atmosfera, che non è stata costante, in quanto dipende dall'attività solare che varia nel tempo. Gli anelli di accrescimento degli alberi, poiché lo hanno assorbito durante il processo di fotosintesi, ne conservano traccia e permettono di risalire alle variazioni nella concentrazione atmosferica del radiocarbonio nel passato. Per questo le curve ottenute con questa metodologia permettono di calibrare le datazioni ottenute col metodo del radiocarbonio.

### Diagnostica artistica
Per le opere realizzate su legno a porosità anulare (quercia, castagno, frassino, olmo) la dendrocronologia perviene ad una datazione del supporto e del quadro risalendo al periodo di abbattimento dell'albero e applicando poi a tale terminus a quo delle medie statistiche ricavate dallo studio di opere datate onde stabilire il periodo di stagionatura del legno prima della sua lavorazione. Sulla base pertanto di dati dendrocronologici e di dati storiografici gli studiosi hanno a disposizione delle tabelle di riferimento che consentono di stabilire la datazione più remota del quadro. Tali tabelle di riferimento sono in uso per lo studio delle icone e per quello della pittura nordica, vale a dire fiamminga e olandese a partire dal XV secolo, prevalentemente prodotta su legno di quercia. I dipinti su tavola di produzione italiana prediligendo il legno di pioppo (a porosità diffusa) non consentono di stabilire una datazione dendrocronologica in quanto gli anelli di crescita non seguono una regolare periodicità annuale.
Celebre la diatriba sull'autenticità del violino Stradivari Messia risolta tramite analisi dendrocronologica.